# المعهد الدولي للإحصاء
المعهد الدولي للإحصاء (بالإنجليزية: International Statistical Institute)‏ هو جمعية علمية دولية للإحصائيين يوجد مقرها في لاهاي، هولندا. تأسست سنة 1885 وتهدف إلى نشر المعرفة في مجال الإحصاء وتوحيد المعايير الإحصائية بين الدول ومعاهد الإحصاء والتخطيط عبر العالم، إضافة إلى تشجيع التعاون الدولي العلمي والمهني بين الإحصائيين.
يضم المعهد حوالي 4000 عضوا منتخبا من طرف الحكومات والجامعات ومعاهد التخطيط والجمعيات الإحصائية المهنية الوطنية والإقليمية.
يصدر المعهد الدولي للإحصاء العديد من الدوريات العلمية المهمة وينظم كل سنتين المؤتمر الدولي للإحصاء، والذي نظم مرتين فقط في المنطقة العربية: في القاهرة (1991) ومراكش في 2017.

## تاريخ
سبق تأسيس المنظمة العديد من المؤتمرات الدولية للإحصائيين خلال القرن 19، أولها كان في بروكسل سنة 1853 بمبادرة من الرياضياتي البلجيكي أدولف كوتلي. استمرت المبادرات الدولية الإحصائية في التشكل، خلال النصف الثاني من القرن التاسع عشر، بفضل الأهمية المتسارعة التي كان يكتسبها الإحصاء كمجال علمي مستقل. في 1885 نظمت جمعية لندن الإحصائية ملتقى شارك فيه 81 من ألمع الإحصائيين آنذاك ليقرروا إنشاء جمعية علمية دولية تحت مسمى المعهد الدولي للإحصاء.

## رؤساء المنظمة
- 1885-1899: راوسن ويليام راوسن  المملكة المتحدة.
- 1899-1908: كارل فون إيناما ستيرنغ  النمسا.
- 1909-1920: لويجي بوديو  إيطاليا.
- 1923-1931: ألبير دولاتور  فرنسا.
- 1931-1936: فريدريش زان  ألمانيا.
- 1936-1947: أرمان جولان  بلجيكا.
- 1947-1947: والتر فرنسيس ويلكوكس  الولايات المتحدة.
- 1947-1953: ستيوارت رايس  الولايات المتحدة.
- 1953-1960: جورج دارموا  فرنسا.
- 1960-1963: مارتشيلو بولدريني  إيطاليا.
- 1963-1967: هاري كامبيون  المملكة المتحدة.
- 1967-1971: ويليام جيميل كوشران  الولايات المتحدة.
- 1971-1975: بيتر ياكوب بيرفي  النرويج.
- 1975-1977: ميلوس ماكورا  يوغوسلافيا.
- 1977-1979: كاليامبودي راداكريشنا راو  الهند.
- 1979-1981: إيدمون مالانفو  فرنسا.
- 1981-1983: إينريكي كانسادو  تشيلي.
- 1983-1985: جيمس داربن  المملكة المتحدة.
- 1985-1987: سيجايتي موريغوتي  اليابان.
- 1987-1989: إيفان فيليجي  كندا.
- 1989-1991: جونار كولدورف  السويد.
- 1991-1993: فريديريك موستيلير  الولايات المتحدة.
- 1993-1995: جايانتا كومار غوش  الهند.
- 1995-1997: ديفيد كوكس  المملكة المتحدة.
- 1997-1999: ويليم فان زفيت  هولندا.
- 1999-2001: جان لوي بودان  فرنسا.
- 2001-2003: دينيس تريوين  أستراليا.
- 2003-2005: ستيفن ستيغلر  الولايات المتحدة.
- 2005-2007: نيلز كايدينغ  الدنمارك.
- 2007-2009:دينيز ليفسلي  المملكة المتحدة.
- 2009-2011: جيف تويغلز  بلجيكا.
- 2011-2013: جاي تشانغ لي  كوريا الجنوبية.
- 2013-2015: فيجايان ناير  الولايات المتحدة.
- 2015-2017: بيدرو لويس دو ناسيمينتو سيلفا  البرازيل.
- 2017-2019: هيلين ماكغيليفراي  أستراليا.
- 2019-2021: جون بايلر  الولايات المتحدة.